# Podagrion
Podagrion är ett släkte av steklar. Podagrion ingår i familjen gallglanssteklar.

## Dottertaxa tillPodagrion, i alfabetisk ordning[1]
- Podagrion abbreviatum
- Podagrion ahlonei
- Podagrion aligarhensis
- Podagrion ambatobeensis
- Podagrion bambeyi
- Podagrion batesi
- Podagrion beharensis
- Podagrion beneficium
- Podagrion bouceki
- Podagrion brasiliense
- Podagrion calopeplum
- Podagrion capitellatum
- Podagrion charybdis
- Podagrion chatterjeei
- Podagrion chichawatnensis
- Podagrion clavellatum
- Podagrion coerulea
- Podagrion coeruleoviride
- Podagrion crassiclava
- Podagrion cyaneus
- Podagrion dalbergium
- Podagrion dentatum
- Podagrion descampsi
- Podagrion dineni
- Podagrion diospiri
- Podagrion dispar
- Podagrion echthrus
- Podagrion epibulum
- Podagrion epichiron
- Podagrion flabellatum
- Podagrion fraternum
- Podagrion fulvipes
- Podagrion galeatae
- Podagrion gibbum
- Podagrion hayati
- Podagrion helictoscela
- Podagrion holbeini
- Podagrion hyalinum
- Podagrion idomena
- Podagrion indiensis
- Podagrion instructum
- Podagrion insulare
- Podagrion isos
- Podagrion ivorensis
- Podagrion jayensis
- Podagrion judas
- Podagrion keralensis
- Podagrion klugianum
- Podagrion koebelei
- Podagrion libycum
- Podagrion longicaudum
- Podagrion macrurum
- Podagrion malabarensis
- Podagrion manii
- Podagrion mantidiphagum
- Podagrion mantis
- Podagrion mantisiphagum
- Podagrion melleum
- Podagrion metatarsum
- Podagrion micans
- Podagrion minus
- Podagrion nigriclava
- Podagrion nipponicum
- Podagrion noyesi
- Podagrion obscurum
- Podagrion okinawense
- Podagrion olenus
- Podagrion oon
- Podagrion ophthalmicum
- Podagrion opisthacanthum
- Podagrion pachymerum
- Podagrion parvulum
- Podagrion pavo
- Podagrion pax
- Podagrion prionomerum
- Podagrion quinquedentatus
- Podagrion quinquis
- Podagrion repens
- Podagrion risbeci
- Podagrion scylla
- Podagrion sensitivus
- Podagrion shirakii
- Podagrion sinense
- Podagrion splendens
- Podagrion tainanicum
- Podagrion terebrator
- Podagrion terebratum
- Podagrion variabilis
- Podagrion washingtoni
- Podagrion viduum
- Podagrion virescens
- Podagrion worcesteri